# Joe Mendes
Josafat Wooding Mendes (ur. 31 grudnia 2002 w Solnie) – szwedzki piłkarz pochodzenia kongijskiego grający na pozycji prawego obrońcy.

## Sukcesy

### SC Braga
- Puchar Ligi Portugalskiej: 2023/2024

### FC Basel
- Mistrz Szwajcarii: 2024/2025
- Puchar Szwajcarii: 2024/2025